# آسیاب‌بادی‌های خرگرد
آسیاب‌بادی‌های خرگرد مربوط به دوره قاجار است و در شهرستان خواف، مقابل حسینیه خرگرد واقع شده و این اثر با شمارهٔ ثبت نامشخص به‌عنوان یکی از آثار ملی ایران به ثبت رسیده‌است.